# Siti Ramadhanti
Siti Fadia Silva Ramadhanti (16 de noviembre de 2000) es una deportista indonesia que compite en bádminton. Ganó una medalla de plata en el Campeonato Mundial de Bádminton de 2023, en la prueba de dobles.

## Palmarés internacional
| Campeonato Mundial | Campeonato Mundial     | Campeonato Mundial | Campeonato Mundial |
| Año                | Lugar                  | Medalla            | Prueba             |
| ------------------ | ---------------------- | ------------------ | ------------------ |
| 2023               | Copenhague (Dinamarca) | Medalla de plata   | Dobles             |